# Ник Дим Кос
Ник Дим Кос, псевдоним на Никола Димитров Коцев, е български илюзионист, роден на 15 ноември 1901 г. в София.
Пътуващи фокусници обясняват на баща му няколко фокуса, а той от своя страна ги показва на сина си. По този начин малкият Никола се запознава с илюзионното изкуство. Началното увлечение прераства в истинска любов. Никола Коцев се захваща много сериозно с фокусите и се упражнява по няколко часа на ден. Не след дълго малкият фокусник придобива невероятна ловкост. След четири години упорит труд, едва седемнадесетгодишен, решава да даде първото си представление. Това подтиква младия „маг“ към още по-задълбочени занимания.
През 1921 г. семейство Коцеви заминава за Аржентина. Установяват се в град Берисо, където се надяват да намерят по-добър живот, но още през 1922 г. избухва стачка и бащата загубва работата си. По принуда Никола Коцев започва да работи като илюзионист в ресторанти и нощни заведения. Неговата популярност расте с дни. След известно време Ник Дим Кос създава трупа и тръгва с нея на турне из цяла Южна Америка. Благодарение на своя син семейство Коцеви се замогва дотолкова, че успява да се завърне в България.
С много фантазия и оригиналност Ник Дим Кос създава голям илюзионен спектакъл и тръгва на турне из България. Не след дълго получава покани от чужбина – Югославия, Румъния, Гърция, Франция и др.
Известен е с илюзии като: „Дамата във въздуха“, „Мистериозно изчезване на кон с жокей“, „Изчезване на група от десет души“ и др.
Универсален артист и илюзионист, той създава така наречената интуитивна математика – коренуване и степенуване на двуцифрени числа до двадесет и пета степен наум, и то за три секунди. Създател е на оригиналната телепатия – приемане и предаване на мисли и образи от разстояние без никакъв телесен или визуален контакт.
От 1931 до 1937 г. включително Ник Дим Кос е бил подпредседател на Българската артистична циркова организация. Цели 14 години е бил в управата на ветераните към Съюза на българските артисти.
Ник Дим Кос почина на 6 май 1983 г.

## Ползвана литература
- А. Апостолов. „Фокуси и фокусници“